# معركة الحوزة
كانت معركة حوزة عام 1989 مواجهة مسلحة في حرب الصحراء الغربية التي وقعت في 11 أكتوبر 1989، عندما هاجمت قوات جبهة البوليساريو الحائط المغربي في منطقة الحوزة بشمال إفريقيا. واعتبر الهجوم رد فعل البوليساريو على تأخير محادثات السلام مع المغرب، وتصريحات الحسن الثاني التي رفض فيها القيام بلقاء آخر مع ممثلين من البوليساريو. 

## المعركة
في 11 أكتوبر 1989، هاجمت البوليساريو الجدار المغربي في منطقة الحوزة. أرسلت البوليساريو كتيبة ميكانيكية وكتيبة بمحركات. وبحسب البوليساريو، فقد اخترقوا ما يصل إلى 20 كيلومتر (12 ميل) إلى الأراضي المغربية وراء الجدار قبل أن يتم دفعهم للخلف أو الانسحاب باتجاه ما يدعى «المنطقة الحرة» شرق الجدار. سيطرت البوليساريو ستة نقاط مراقبة أو قواعد مغربية،  فوجئ الجنود المغاربة، لكن تم صد الهجوم في النهاية وتكبدت البوليساريو خسائر فادحة بسبب القوات الجوية المغربية. أرسل سلاح الجو المغربي مروحياته من طراز غازيل Gazelle.

## الخسائر
أعلنت الحكومة المغربية أن الجيش المغربي قضى على 101 من مقاتلي البوليساريو، وأن 11 جنديًا مغربيًا قتلوا (بمن فيهم ملازم أول) وجرح 10. فقدت جبهة البوليساريو أيضًا 2 عربات من طراز BMP-1 و 12 سيارة جيب و 6 أنظمة مدفعية.  وفي حين أفادت البوليساريو بأن الهجوم أسفر عن 190 قتيلاً و 150 جريحًا  و 36 أسيرًا من الجنود المغاربة.